# Sisyphus gazanus
Sisyphus gazanus là một loài bọ cánh cứng trong họ Bọ hung (Scarabaeidae).